# Arkona (czasopismo)
Arkona – miesięcznik kulturalno-artystyczny wydawany w latach 1945–1948 w Bydgoszczy z inicjatywy Mariana Turwida, poświęcony życiu kulturalnemu na Pomorzu i w Poznańskiem; jedno z pierwszych w Polsce powojennej regionalnych czasopism kulturalnych.

## Historia
Czasopismo wychodziło drukiem od listopada 1945 do grudnia 1948 r. i stanowiło jedyne w tym okresie czasopismo literacko-artystyczne Pomorza i Kujaw. Było kontynuatorem przedowojennych „Wici Wielkopolskich” wydawanych w latach 1933–1938 we Wrześni, a redagowanych przez Mariana Turwida – przyszłego redaktora naczelnego „Arkony”.
Ważne miejsce „Arkony” na mapie kultury regionu kujawsko-pomorskiego wynikało z roli, jaką spełniła w ogniskowaniu życia kulturalnego, we wszystkich jego przejawach: literackim, teatralnym, plastycznym, muzycznym. Czasopismo wniosło ważny wkład w narodziny i kształtowanie się poglądów estetycznych, jakie dotyczyły obrazu kultury po 1945 r. Do współpracy zapraszano uczonych, artystów i działaczy kultury, zarówno debiutantów, jak i ludzi o nazwiskach trwale zapisanych w historii nauki i sztuki polskiej. Do bydgoskiej „Arkony” nadsyłali swe utwory artystyczne i naukowe znawcy literatury, języka, dramatu i sceny, muzyki, plastyki, historii i archeologii, m.in.: Marian Brandys, Franciszek Beciński, Stanisław Czernik, Jan Dobraczyński, Karol i Konrad Górscy, Stanisław Helsztyński, Wilam Horzyca, Stefan Hrabec, Artur Hutnikiewicz, Jarosław Iwaszkiewicz, Tadeusz Makowiecki, Józef Maśliński, Wojciech Natanson, Tymon Niesiołowski, Bożena Osmólska, Eugeniusz Paukszta, Jerzy Eugeniusz Płomieński, Roman Pollak, Konstanty Puzyna, Aleksander Rogalski, Irena Sławińska, Stefan Srebrny, Marian Tyrowicz, Karol Wiktor Zawodziński, Czesław Zgorzelski i inni.
„Arkona” była sprawozdawcą życia kulturalnego miasta i regionu: zamieszczała wypisy z literatury pięknej, wykłady akademickie i sprawozdania z działalności regionalnych instytucji kultury, reprodukcje dzieł artystycznych, robocze szkice architektoniczne, opracowania utworów klasycznych oraz bieżącej produkcji literackiej, plastycznej, muzycznej oraz przeglądy działalności każdego ze środowisk artystycznych. Czasopismo było zarówno tworem regionalnym, jak i ogólnopolskim w myśl imperatywu Adama Grzymały-Siedleckiego: Informować Pomorze o Polsce, a Polskę o Pomorzu.
Redakcja czasopisma mieściła się przy ulicy Sielanka 8, tj. w prywatnym mieszkaniu Mariana Turwida i pracowała społecznie. Trzon redakcji stanowili oprócz Mariana Turwida: Jan Piechocki, Alfred Kowalkowski, Mieczysław Tomaszewski, Aleksander Dzienisiuk i Andrzej Bukowski. Materiały do kolejnych numerów nadsyłano z całej Polski bez oczekiwania na honoraria autorskie. Pieniądze z ministerstwa na papier oraz pomoc miasta uzyskiwano w wyniku wielu starań, a od 1947 r. trudności te zwiększyły się z powodu zwiększającego się upolitycznienia kraju. „Arkona” zaczęła ukazywać się nieregularnie, przekształcając się z miesięcznika w kwartalnik. W 1948 pismu odebrano dotychczasowe fundusze, próbując wcielić do kolegium redakcyjnego określonych przedstawicieli władz miejskich i decydować o tematyce drukowanych artykułów i utworów literackich. Gdy w tym roku radiowe „Wiadomości Polskie” z Londynu podały „nieostrożnie”, iż „Arkona” jest jednym z najlepiej redagowanych czasopism kulturalnych w powojennej Polsce, los czasopisma był przesądzony. Ostatecznie niechęć elit rządzących do usiłującego zachować niezależność pisma, przyniosła skutek w postaci zaniechania jego wydawania w grudniu 1948 r.
Następcą „Arkony” było czasopismo „Pomorze”, wydawane od 1955, a następnie jej dziedzictwo było kontynuowane po części przez wydawane w Bydgoszczy „Fakty i Myśli” oraz „Fakty”.
„Arkona” jest źródłem informacji dla badaczy kultury z wczesnego okresu powojennego w Polsce, a w szczególności w regionie bydgoskim.